# Tito Fernández
Pour les articles homonymes, voir Fernández.
Amadeo Ramón Fernández Álvarez dit Tito Fernández, né le 26 septembre 1930 à Muros de Nalón (Asturies) et mort le 9 septembre 2006 à Ronda (Andalousie), est un réalisateur et scénariste espagnol.

## Biographie
Il est né à San Esteban de Pravia (es), une paroisse à Muros de Nalón (Asturies) le 26 septembre 1930, fils du mineur Gustavo Fernández. Il commence des études d'ingénieur, mais les abandonne rapidement pour se consacrer au cinéma.
Dans ses films, le réalisateur dépeint les obsessions de l'Espagnol moyen des années 60 et 70, du manque de sexe et d'argent à la confrontation entre provincialisme et modernité, dans le plus pur cinéma commercial de l'époque. Il enchaîne les grands succès du cinéma espagnol comme les comédies Aquí están las vicetiples, Margarita se llama mi amor, Sor Ye-yé et Cateto a babor, le thriller Rueda de sospechosos, le film policier Siete minutos para morir ou encore le film religieux El Cristo del océano. De 1975 à 2001, son film No desearás al vecino del quinto a été un succès record en Espagne. Dans sa dernière période, il a surtout réalisé des séries pour la télévision. En particulier, pour la série Los ladrones van a la oficina et la première saison de Cuéntame cómo pasó,.
Il est décédé à Ronda le 9 septembre 2006 d'un infarctus après avoir assisté en tant que spectateur à la corrida de Cayetano Rivera Ordóñez.
En 2009, le Conceyu de Muros de Nalón a donné le nom de Tito Fernández au centre culturel de  San Esteban (es).

## Filmographie

### Cinéma
- 1960 : ¡Ahí va otro recluta! (es)
- 1961 : Margarita se llama mi amor (es)
- 1961 : ¡Aquí están las vicetiples!
- 1963 : Objetivo: las estrellas
- 1964 : Rueda de sospechosos
- 1968 : Sor ye-yé (es)
- 1969 : Las panteras se comen a los ricos (es)
- 1969 : Sept Minutes pour mourir (Siete minutos para morir)
- 1969 : El señorito y las seductoras
- 1970 : No desearás al vecino del quinto
- 1970 : ¿Quién soy yo?
- 1970 : Cateto a babor (es)
- 1971 : El diablo cojuelo
- 1971 : Simón, contamos contigo
- 1971 : El Cristo del océano
- 1972 : Los novios de mi mujer
- 1973 : Casa Flora
- 1973 : Doctor, me gustan las mujeres, ¿es grave?
- 1974 : Matrimonio al desnudo
- 1975 : Un lujo a su alcance (es)
- 1975 : Cómo matar a papá sin hacerle daño
- 1975 : El adúltero (es)
- 1976 : Cuando los maridos se iban a la guerra
- 1976 : La muerte ronda a Mónica
- 1976 : Chely
- 1977 : Ésta que lo es
- 1979 : La insólita y gloriosa hazaña del cipote de Archidona
- 1981 : Gay Club (es)
- 1981 : Las aventuras de Enrique y Ana (es)
- 1983 : ¡¡¡A tope!!!
- 1985 : El donante
- 1985 : De hombre a hombre
- 1986 : La chica de la piscina
- 1992 : Aquí, el que no corre... vuela (es)

### Télévision
- 1993-1996 : Los ladrones van a la oficina.
- 2001- : Cuéntame cómo pasó.